# Olympische Sommerspiele 2020/Kanu – Einer-Kajak Slalom (Männer)
Der Kanuslalomwettbewerb im Einer-Kajak der Männer (Kurzbezeichnung: K1) bei den Olympischen Spielen 2020 in Tokio wurde am 28. und 30. Juli 2021 im Kasai Canoe Slalom Centre ausgetragen.

## Titelträger
| Olympiasieger | Joseph Clarke | Rio de Janeiro 2016  |
| Weltmeister   | Jiří Prskavec | La Seu d’Urgell 2019 |

## Ergebnisse

### Vorlauf
Anmerkung: Die Strafe, also die Strafsekunden, sind bereits in der Zeit mit einberechnet.
| Platz | Kanute                | Nation             | Lauf 1   | Lauf 1 | Lauf 1 | Lauf 2   | Lauf 2 | Lauf 2 | Gesamt    |
| Platz | Kanute                | Nation             | Zeit     | Strafe | Rang   | Zeit     | Strafe | Rang   | Defizit   |
| ----- | --------------------- | ------------------ | -------- | ------ | ------ | -------- | ------ | ------ | --------- |
| 1     | Hannes Aigner         | Deutschland        | 96,51 s  | 2      | 11     | 90,14 s  | 0      | 1      |           |
| 2     | Giovanni De Gennaro   | Italien            | 90,92 s  | 0      | 1      | 90,65 s  | 0      | 2      | + 0,51 s  |
| 3     | Lucien Delfour        | Australien         | 91,10 s  | 0      | 2      | 91,12 s  | 0      | 3      | + 0,96 s  |
| 4     | Jiří Prskavec         | Tschechien         | 92,57 s  | 0      | 3      | 91,71 s  | 2      | 4      | + 1,57 s  |
| 5     | Boris Neveu           | Frankreich         | 147,12 s | 50     | 21     | 91,78 s  | 0      | 5      | + 1,64 s  |
| 6     | Kazuya Adachi         | Japan              | 97,72 s  | 0      | 14     | 92,09 s  | 0      | 6      | + 1,95 s  |
| 7     | Felix Oschmautz       | Österreich         | 94,10 s  | 0      | 8      | 92,18 s  | 0      | 7      | + 2,04 s  |
| 8     | Jakub Grigar          | Slowakei           | 94,37 s  | 0      | 9      | 92,38 s  | 2      | 8      | + 2,24 s  |
| 9     | Pawel Eigel           | ROC                | 96,53 s  | 0      | 12     | 92,82 s  | 2      | 9      | + 2,68 s  |
| 10    | Pepe Gonçalves        | Brasilien          | 98,13 s  | 4      | 15     | 92,91 s  | 2      | 10     | + 2,77 s  |
| 11    | Peter Kauzer          | Slowenien          | 93,04 s  | 0      | 4      | 105,64 s | 2      | 23     | + 2,90 s  |
| 12    | Antoine Launay        | Portugal           | 95,68 s  | 0      | 10     | 93,50 s  | 0      | 11     | + 3,36 s  |
| 13    | Bradley Forbes-Cryans | Großbritannien     | 93,65 s  | 0      | 5      | 101,46 s | 4      | 21     | + 3,51 s  |
| 14    | Martin Dougoud        | Schweiz            | 93,70 s  | 0      | 6      | 100,58 s | 4      | 18     | + 3,56 s  |
| 15    | Mathis Soudi          | Marokko            | 93,86 s  | 0      | 7      | 100,92 s | 2      | 19     | + 3,72 s  |
| 16    | Erik Holmer           | Schweden           | 100,36 s | 4      | 18     | 94,91 s  | 2      | 12     | + 4,77 s  |
| 17    | Krzysztof Majerczak   | Polen              | 99,86 s  | 2      | 17     | 95,21 s  | 0      | 13     | + 5,07 s  |
| 18    | David Llorente        | Spanien            | 147,62 s | 50     | 22     | 95,83 s  | 2      | 14     | + 5,69 s  |
| 19    | Michal Smolen         | Vereinigte Staaten | 96,61 s  | 4      | 13     | 102,03 s | 4      | 22     | + 6,47 s  |
| 20    | Quan Xin              | China              | 98,86 s  | 2      | 16     | 98,06 s  | 2      | 15     | + 7,92 s  |
| 21    | Lucas Rossi           | Argentinien        | 103,02 s | 4      | 19     | 98,29 s  | 2      | 16     | + 8,15 s  |
| 22    | Gabriel De Coster     | Belgien            | 152,94 s | 54     | 24     | 98,67 s  | 0      | 17     | + 8,53 s  |
| 23    | Callum Gilbert        | Neuseeland         | 151,85 s | 54     | 23     | 101,15 s | 0      | 20     | + 11,01 s |
| 24    | Michael Tayler        | Kanada             | 117,98 s | 8      | 20     | 106,04 s | 2      | 24     | + 15,90 s |

### Halbfinale
Anmerkung: Die Strafe, also die Strafsekunden, sind bereits in der Zeit mit einberechnet.
| Platz | Kanute                | Nation             | Zeit     | Strafe | Defizit   |
| ----- | --------------------- | ------------------ | -------- | ------ | --------- |
| 1     | Jiří Prskavec         | Tschechien         | 94,29 s  | 2      |           |
| 2     | Boris Neveu           | Frankreich         | 94,86 s  | 0      | + 0,57 s  |
| 3     | Michal Smolen         | Vereinigte Staaten | 96,11 s  | 0      | + 1,82 s  |
| 4     | Jakub Grigar          | Slowakei           | 96,27 s  | 2      | + 1,98 s  |
| 5     | Bradley Forbes-Cryans | Großbritannien     | 96,48 s  | 0      | + 2,19 s  |
| 6     | Lucien Delfour        | Australien         | 97,52 s  | 2      | + 3,23 s  |
| 7     | Hannes Aigner         | Deutschland        | 97,97 s  | 0      | + 3,68 s  |
| 8     | David Llorente        | Spanien            | 98,26 s  | 0      | + 3,97 s  |
| 9     | Felix Oschmautz       | Österreich         | 98,42 s  | 2      | + 4,13 s  |
| 10    | Erik Holmer           | Schweden           | 98,45 s  | 0      | + 4,16 s  |
| 11    | Antoine Launay        | Portugal           | 98,88 s  | 0      | + 4,59 s  |
| 12    | Peter Kauzer          | Slowenien          | 99,10 s  | 0      | + 4,81 s  |
| 13    | Martin Dougoud        | Schweiz            | 99,28 s  | 2      | + 4,99 s  |
| 14    | Giovanni De Gennaro   | Italien            | 100,23 s | 4      | + 5,94 s  |
| 15    | Krzysztof Majerczak   | Polen              | 100,99 s | 2      | + 6,70 s  |
| 16    | Kazuya Adachi         | Japan              | 101,60 s | 0      | + 7,31 s  |
| 17    | Quan Xin              | China              | 101,99 s | 2      | + 7,70 s  |
| 18    | Mathis Soudi          | Marokko            | 103,58 s | 6      | + 9,29 s  |
| 19    | Pepe Gonçalves        | Brasilien          | 104,33 s | 6      | + 10,04 s |
| 20    | Pawel Eigel           | ROC                | 151,41 s | 50     | + 57,12 s |

### Finale
Anmerkung: Die Strafe, also die Strafsekunden, sind bereits in der Zeit mit einberechnet.
| Platz | Kanute                | Nation             | Zeit     | Strafe | Defizit   |
| ----- | --------------------- | ------------------ | -------- | ------ | --------- |
| 1     | Jiří Prskavec         | Tschechien         | 91,63 s  | 0      |           |
| 2     | Jakub Grigar          | Slowakei           | 94,85 s  | 0      | + 3,22 s  |
| 3     | Hannes Aigner         | Deutschland        | 97,11 s  | 0      | + 5,48 s  |
| 4     | Felix Oschmautz       | Österreich         | 98,79 s  | 0      | + 7,16 s  |
| 5     | Michal Smolen         | Vereinigte Staaten | 99,12 s  | 0      | + 7,49 s  |
| 6     | Bradley Forbes-Cryans | Großbritannien     | 100,58 s | 2      | + 8,95 s  |
| 7     | Boris Neveu           | Frankreich         | 101,18 s | 4      | + 9,55 s  |
| 8     | Lucien Delfour        | Australien         | 102,33 s | 2      | + 10,70 s |
| 9     | Erik Holmer           | Schweden           | 148,59 s | 52     | + 56,96 s |
| 10    | David Llorente        | Spanien            | 150,08 s | 52     | + 58,45 s |